# Progresismo económico
El progresismo económico (no confundir con la idea más general del Progreso en relación con el crecimiento económico) es una filosofía política que incorpora los principios socioeconómicos de los socialdemócratas y progresistas políticos. Estos puntos de vista a menudo están enraizados en el concepto de justicia social, y tienen el objetivo de mejorar la condición humana a través de una planificación económica central basada en el gobierno. 
El progresismo económico se basa en la idea de que los mercados libres son inherentemente injustos, favoreciendo a las grandes corporaciones y a los ricos. Los progresistas creen que un mercado justo debería dar lugar a una distribución normal de la riqueza, pero en la mayoría de los países, los ricos ganan ingresos desproporcionados. Por lo tanto, los progresistas abogan por controlar los mercados a través de protecciones públicas que, en su opinión, favorecerán la movilidad ascendente y disminuirán la desigualdad de ingresos. Las políticas económicas específicas que se consideran progresistas incluyen: impuestos progresivos y redistribución obligatoria del ingreso con el fin de reducir las desigualdades de la riqueza, un paquete integral de servicios públicos, atención sanitaria universal, educación pública, seguridad social, leyes de salario mínimo, leyes antimonopolio, legislación que proteja los derechos de los trabajadores y los derechos de los sindicatos, y un estado del bienestar. 
La filosofía económica progresista se define típicamente en oposición al liberalismo económico (conocido en algunos países como libertarianismo económico), la economía de Laissez-faire, y las conclusiones de la Escuela Austriaca de Economía. Muchas organizaciones que promueven el progresismo económico pueden caracterizarse como anticapitalistas e incluyen principios y políticas basadas en el keynesianismo, el marxismo y otras escuelas izquierdistas de pensamiento socioeconómico.